# 貝韋

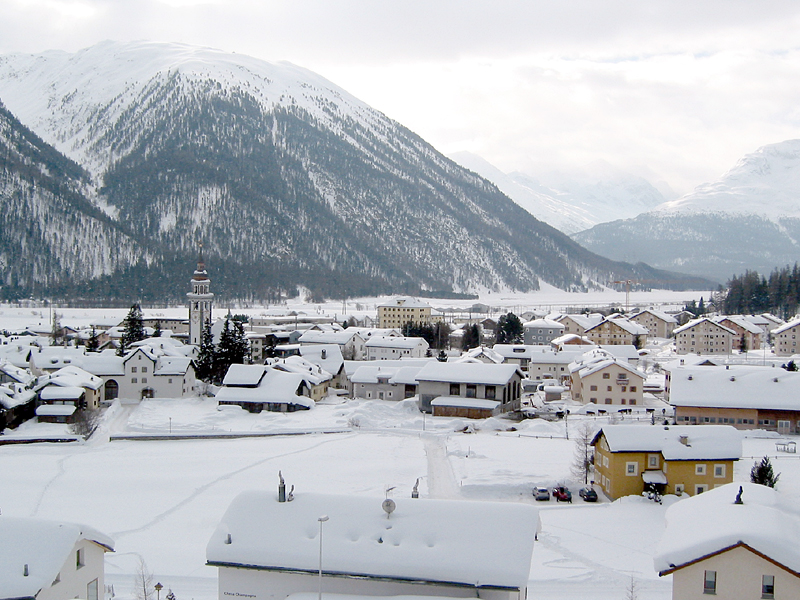

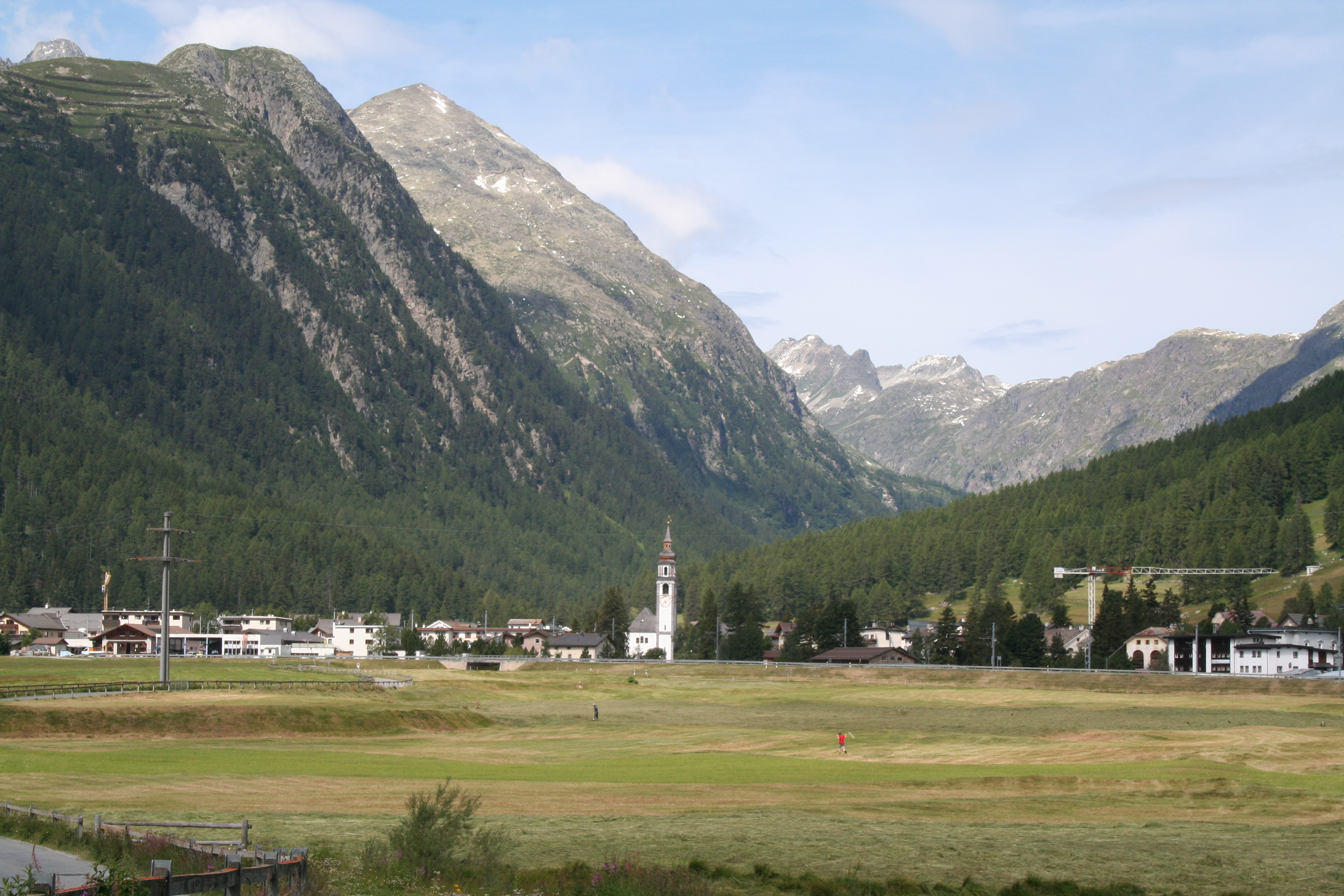

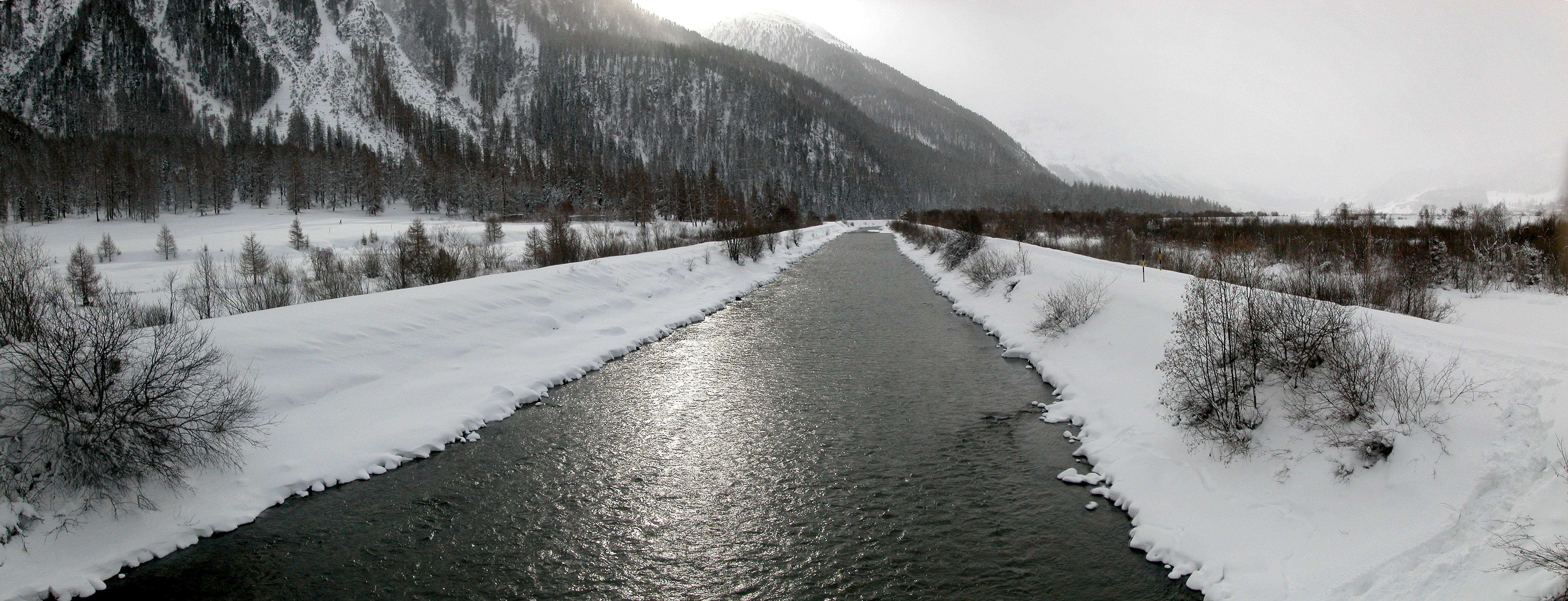

貝韋是瑞士的城鎮，位於該國東部因河左岸，由格勞賓登州負責管轄，面積45.75平方公里，海拔高度1,708米，2011年人口660，人口密度每平方公里14人。

## 外部連結
- Bever official website （页面存档备份，存于）